# Шток, Уве
Уве Шток (нем. Uwe Stock; род. 5 декабря 1947, Вустров, Мекленбург — Передняя Померания) — восточно-германский дзюдоист, чемпион (1973) и бронзовый призёр (1966, 1974, 1975) чемпионатов ГДР, призёр международных турниров, серебряный призёр чемпионата Европы 1970 года в Восточном Берлине. Выступал в полутяжёлой (до 93 кг) и абсолютной весовых категориях.